# فلاديمير (غورج)
فلاديمير هي كميونة في مقاطعة غورج، رومانيا، ويبلغ عدد سكانها 2793 نسمة. وتتألف من أربعة قرى: أندريشتي، فراسين، فاليا دشلوي، وفلاديمير. ولد تيودور فلاديميريسكو، بطل الثورة الرومانية وزعيم انتفاضة الأفلاق في عام 1821 في قرية فلاديمير، والبيت الذي ولد فيه أصبح الآن متحفاً.

## التركيبة السكانية
وفقاً لتعداد أجري في عام 2011، يبلغ عدد سكان قرية فلاديمير 2793 نسمة، بانخفاض عن التعداد السابق في عام 2002، فكان 3481 نسمة. معظم السكان هم الرومانيون (97.78٪). بينما 2.22٪ من السكان، أصلهم غير معروف. من الناحية الدينية، معظم الناس أرثوذكسيون (97.71٪). بينما 2.22٪ من السكان ديانتهم غير معروفة.
التركيبة العرقية في قرية فلاديمير
التركيبة الدينية في قرية فلاديمير

## أنظر أيضاُ
- موترو
- بوتويشتي
- قويشتي

## وصلات خارجية
- متحف "تيودور فلاديميريسكو"'

‌